# Pal Lahara (stato)
Lo Stato di Pal Lahara fu uno stato principesco del subcontinente indiano, avente per capitale la città di Pal Lahara.

## Storia
Secondo la tradizione locale, lo stato venne fondato da Santosh Pal, di origini leggendarie, il quale si recò nell'area per sedare le dispute sorte tra le varie tribù della regione, e venne poi prescelto dalla tribù Sabara come sovrano. I resoconti storici però non segnalano la presenza dello stato all'epoca dell'impero maratha e pertanto si ha ragione di credere che esso sia stato costituito nel corso del XVIII secolo.
I registri ufficiali iniziano a riportare dati storici dall'anno 1778, ovvero dalla morte del raja Muni Pal da cui nacquero faide con lo stato di Keonjhar di cui Pal Lahara era feudatario. Nel 1867, Chakradhar Pal venne riconosciuto raja dal governo dell'India britannica e, per gli sforzi compiuti per sedare le rivolte locali, ottenne un sanad che gli vide riconosciuta l'indipendenza dal protettorato britannico.
Lo stato entrò a far parte dell'Unione Indiana dal 1º gennaio 1948.

## Governanti
I governanti avevano il titolo di Raja.

### Raja
- Muni Pal (m. 1778)
- Annapurna Debi (f) (1783 - 1815)
- Nanda Pal (1815 - 1825)
- Badyanath Pal (1825 - 1859)
- Chakradhar Pal (1859 - 30 agosto 1888)
- Dwiti Krishna Pal (30 agosto 1888 – 30 luglio 1912)
- Sarat Chandra Muni Pal (18 aprile 1913 – 1 gennaio 1948)